# أشيكاغا يوشي-ميتسو
أشيكاغا يوشي-ميتسو (باليابانية: 足利義満) ع (1358-1408 م): ثالث الشوغونات من سلالة الـ«أشيكاغا»، حكم بلاد اليابان الفترة من 1368 وحتى 1394 م.
من أحفاد أول «شوغونات» الأسرة «أشيكاغا تاكا-أوجي» ع (1305-1358 م)، بعد وفاة والده «يوشي-آكيرا»، وضع «يوشي-ميتسو» على عرش والده ولما يكمل التاسعة من العمر بعد.

## حياته
ينتمي من ناحية أمه إلى العائلة الإمبراطورية، قد عاش منذ سنوات عمره الأولى حياة البلاط، ثم أقحمته الظروف في شؤون إدارة الحكم. عدا لقب الـ«شوغون» الذي لازمه لسنوات طويلة، شغل «يوشي-ميتسو» العديد من المناصب الأخرى، أصبح منذ سنة 1378 م، كبير المستشارين أو «دائي-غون»، ثم سنة 1381 م وزيرا-بالإضافة «نائي جو-دائي-جن» ثم وزيرا-ثانيا «سادائي-جن» سنة 1382 م، وأخيرا وزيرا للشؤون العليا «دائي جو-دائي-جن» سنة 1394 م، وهو أعلى منصب في البلاط الإمبراطوري. لم يبق «يوشي-ميتسو» طويلا في منصبه الجديد، كانت له ميولات إلى العزلة ففضل حياة الرهبنة، تاركا شؤون الحكم لابنه «أشيكاغا يوشي-موشي» ع (1386-1428 م).

## حكمه
تعتبر فترة حكمه الطويلة نسبيا الأوج السياسي لحكم شوغونات الـ«أشيكاغا» و«فترة موروماتشي». استطاع ولو إلى حين أن يكبح جماح الثوار من المحاربين في المقاطعات البعيدة. بسط سلطته على مناطق الجنوب الغربي من البلاد، كما وضع حدا لنشاط القرصنة البحرية والذي كان ينطلق من قواعده في تلك المناطق، ويستهدف سواحل كوريا والصين، الشيء الذي مكنه من أن يعيد العلاقات اليابانية الصينية إلى سابق عهدها، وتم بذلك تنشيط التجارة بين البلدين. استفاد اليابانيون كثيرا من عودة التجارة، استمرت الحالة حتى سنة 1411 م، تاريخ قيام ابنه «أشيكاغا يوشي-موشي» (والذي حكم من بعده) بقطع العلاقات، كان يرى أن شروط حكام الصين «المنغ» أصبحت مهينة لبلاده -دفع جزية سنوية إلى إمبراطور الصين، في مقابل بعض الهدايا -. أعيد تنشيط حركة القرصنة البحرية «واكو» بعدها.
وضع «يوشي-ميتسو» حدا للصراع القائم بين فرعين من العائلة الإمبراطورية، واقترح أن يتم اختبار إمبراطور من كل فرع بالمناوبة جيلا بعد جيل (عرفت الفترة باسم «فترة نان-بوكوشو»).

## آثاره
عرفت بلاد اليابان أثناء فترة حكمه ثراء كبيرا في الجانب الفني. كما أصبح ذهب «زن» البوذي يتمتع بشعبية كبيرة، دفعت هذه الحماسة الدينية إلى تشييد العديد من القصور ذات الإيحاءات الروحانية في نمطها وعمارتها، من أشهرها «كينكاكو-جي» (قصر أو سرادق «كينكاكو»). كان الأخير مقر إقامة «يوشي-ميتسو» الأخير، عندما فضل الانعزال. رغم حياة العزلة فإنه بقي يمارس نشاطات أخرى من أهمها تشجيعه للآداب والفنون، ومن أهم مساهماته تشجيعه لظهور نوع جديد من فنون المسرح في اليابان عرف باسم «نو».